# Abyssochrysos eburneus
Abyssochrysos eburneus is een slakkensoort uit de familie van de Abyssochrysidae. De wetenschappelijke naam van de soort is voor het eerst geldig gepubliceerd in 1897 door Locard als Bittium eburneum.